# Partage photographique
 (juin 2012).
Si vous disposez d'ouvrages ou d'articles de référence ou si vous connaissez des sites web de qualité traitant du thème abordé ici, merci de compléter l'article en donnant les références utiles à sa vérifiabilité et en les liant à la section « Notes et références ».
Le partage de photographies ou partage photographique consiste en la publication sur Internet de photographies de manière centralisée et partagée : un serveur sert à stocker et à afficher les photos de nombreux utilisateurs, le site Web prenant alors la forme d'une grosse communauté. Un nombre important de sites grand public sont apparus, qui permettent ce partage avec des fonctionnalités et des modèles d'usage différents dans la façon d'organiser et de consulter ces images.
C'est une pratique apparue au milieu des années 2000 avec le développement commercial grand public des appareils photo numériques et de l'accès Internet haut débit.
Il existe deux grands types de sites de partage de photos : ceux proposant un partage orienté vers la diffusion publique et ceux permettant une diffusion dans une communauté privée.

## Modèles de revenus et d'usage
On peut grossièrement découper ces sites en deux catégories : les offres payantes et les offres gratuites, et à l'intérieur de cette dernière, distinguer les sites financés par la publicité des sites des laboratoires.
Les sites de laboratoires numériques proposent du partage photo, ils offrent à leurs utilisateurs la possibilité de créer des albums pour partager leurs images en contrepartie de la possibilité pour ces utilisateurs et les visiteurs qu'ils ont autorisés à commander des tirages. Sur ces sites, l'accent est mis sur les possibilités de tirages (papiers, posters, livres photo, objets), les services de livraison et la qualité du tirage. La conservation des photos en partage est parfois conditionnée à plusieurs clauses correspondantes.
Le modèle payant est représenté par Piwigo.com (en Français), PBase ou SmugMug. Ces sites proposent d'héberger des photos, de les présenter dans un design spécifique, sans la distraction de la publicité ou du tirage photographique. Il est aussi possible de poster des commentaires. Ces sites offrent aussi parfois des garanties plus fortes de conservation des images aux utilisateurs qui leur ont directement réglé un abonnement.
Le modèle gratuit rémunéré par la publicité est celui qui a fait le succès de sites comme Flickr et Picasa, leaders du secteur qui proposent aussi des offres payantes pour des hébergements plus importants.
Récemment, 500px, une plateforme de partage de photo créé en 2009 à Toronto au Canada, connaît une ascension fulgurante et constitue une alternative sérieuse à Flickr pour plusieurs photographes. Ceci est dû en majeure partie au fait qu'il est possible via 500px de mettre ses photos en vente ce qui explique que beaucoup de photographes professionnels ont choisi de migrer vers ce site.
En français, on trouvera un ensemble de fonctionnalités et une offre similaire sur ipernity, Pikeo (site fermé en février 2011), Atpic, ComBoost et Zaclys. Les utilisateurs se voient offrir toute une palette d'outils pour partager et enrichir leurs photos. Ici, le partage de photos est plus ludique que sur d'autres sites, et plus ouvert à tous les autres visiteurs. ComBoost est plus orienté vers le partage de photos et la création de diaporamas pour blogs et sites web.
Récemment, des logiciels de partage peer-to-peer de photos sont apparus avec le développement de l'accès haut débit permanent. Ces logiciels comme tudzu ont les inconvénients de leurs qualités : il faut être connecté tout le temps et lancer l'application de partage pour partager ses photos. Par contre, on n'est limité que par la taille de son disque dur et les photos sont disponibles sur son disque dur à tout moment, ne nécessitant ainsi pas une connexion Internet pour leur visualisation.